# 두 번째 숨결 (1966년 영화)
《두 번째 숨결(Le Deuxième Souffle)》은 1966년 개봉한 프랑스의 범죄 스릴러 영화이다. 장피에르 멜빌이 감독을 맡았으며, 리노 벤투라, 폴 뫼리스, 레몽 펠레그린, 크리스틴 파브레가 등이 출연하였다. 멜빌의 감독작 중에서 마지막 흑백 영화이다.

## 줄거리
무기징역을 선고 받고 교도소에 수감됐던 귀 망다가 탈옥에 성공하자 범죄 사회가 술렁인다. 귀는 과거 경찰에게 검거되었을 때 공범들의 이름을 밝히지 않아 조직원들 사이에서 높은 인망을 받던 인물이다. 귀의 여동생이자 지금은 연인 자크 리발디와 함께 파리에서 나이트클럽을 운영하던 마누슈도 이 소식을 듣고 회한에 잠긴다. 마누슈의 동업자 자크는 마르세유에서 일하는 경쟁자 폴 리치가 보낸 부하들에 의해 암살당하고, 사건 수사를 위해 블로가 파견된다. 마누슈는 이전부터 알던 블로의 명성 때문에 그의 수사를 경계한다. 파리에 온 귀는 마누슈에게 자신의 몸을 맡기고, 마누슈는 부하인 알방과 함께 그를 이탈리아로 도피시키려는 계획을 세운다.
폴은 운송 중인 백금을 강탈하는 계획을 준비하면서 여러 인물들을 모은다. 폴의 제안을 받은 인물들 중 한 명인 오를로프는 도피를 계획하던 귀를 추천한다. 이전부터 귀를 알았던 폴은 파스칼, 앙투안이라는 다른 2명도 포함시켜 강도 계획을 완벽하게 성공시킨다. 사건 해결에 책임을 맡은 파르디아노는 사이가 좋지 않은 블로에게 상부의 명령에 따라 어쩔 수 없이 수사 중에 발견된 총알을 전달하고, 블로는 이 사건에 귀가 개입해 있음을 간파한다. 도피를 준비하던 귀는 시내에서 느닷없이 범죄 조직원들에 의해 연행되고, 그들의 추궁에 의해 귀는 폴이 최근의 강도 사건에 개입됐음을 얘기한다. 그러나 알고 보니 범죄 조직원들은 신분을 위장한 블로의 부하들이었다.
경찰서에 끌려온 귀와 폴은 파르디아노에 의해 고문을 받는다. 귀는 폴을 수사에 연루시켰다는 죄책감에 자해를 시도하고 병원에 실려간다. 파스칼과 앙투안은 귀가 배신을 했다고 간주하고 폴의 동생인 조에게 찾아간다. 오를로프는 셋과 만나면서 귀를 죽이라는 지시를 받지만 이를 거절한다. 귀는 병원에서 탈출해 다시 마누슈에게 돌아가고, 자신을 고문한 파르디아노를 협박해 진실을 적은 수첩을 얻어낸 뒤 그를 죽인다. 귀는 오를로프가 원래 가려고 했던 조와 파스칼, 앙투안의 모임에 대신 가 셋을 모두 죽인다. 이 과정에서 총상을 입은 귀는 총성을 듣고 찾아온 블로의 부하들에 의해 사살된다. 귀는 유언으로 마누슈의 이름을 외치지만, 찾아온 마누슈에게 블로는 귀가 죽으면서 아무 말도 남기지 않았다고 말한다.

## 같이 보기
- 하이스트 영화